# Pogonomyrmex anergismus
Pogonomyrmex anergismus är en myrart som beskrevs av Arthur C. Cole 1954.
Pogonomyrmex anergismus ingår i släktet Pogonomyrmex och familjen myror. IUCN kategoriserar arten globalt som sårbar. Inga underarter finns listade i Catalogue of Life.

## Bildgalleri

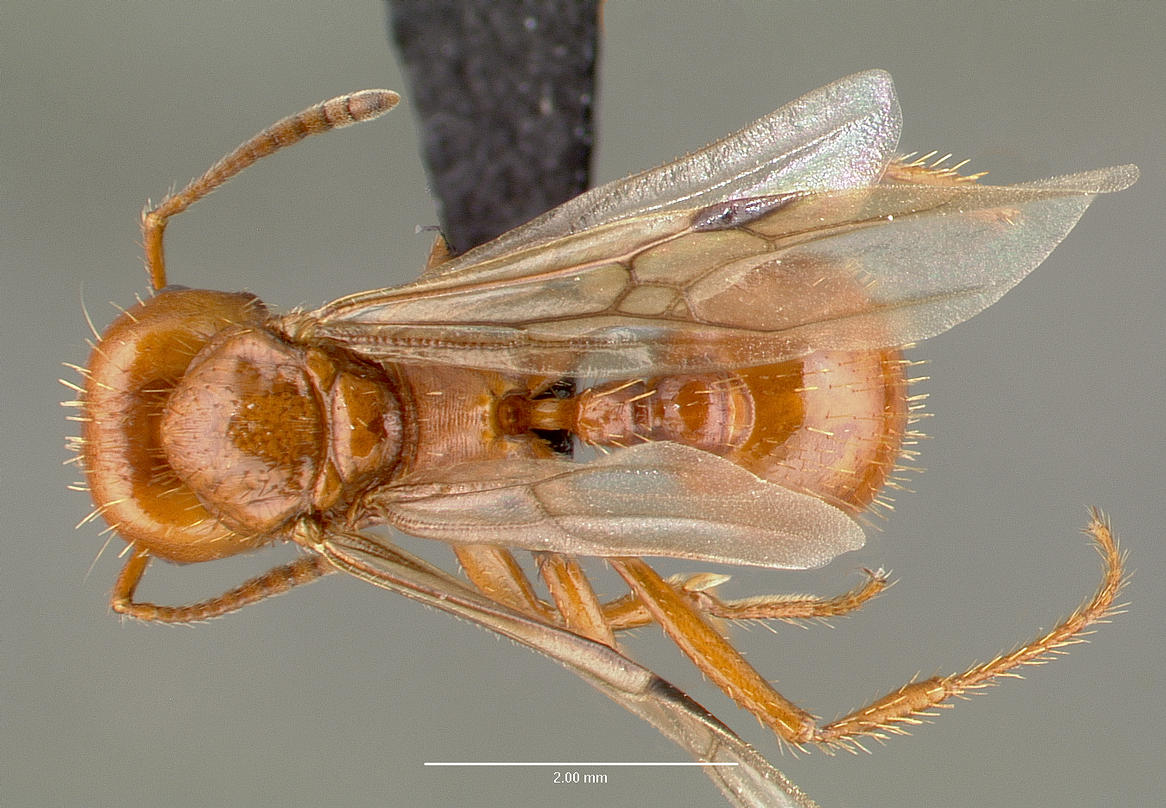
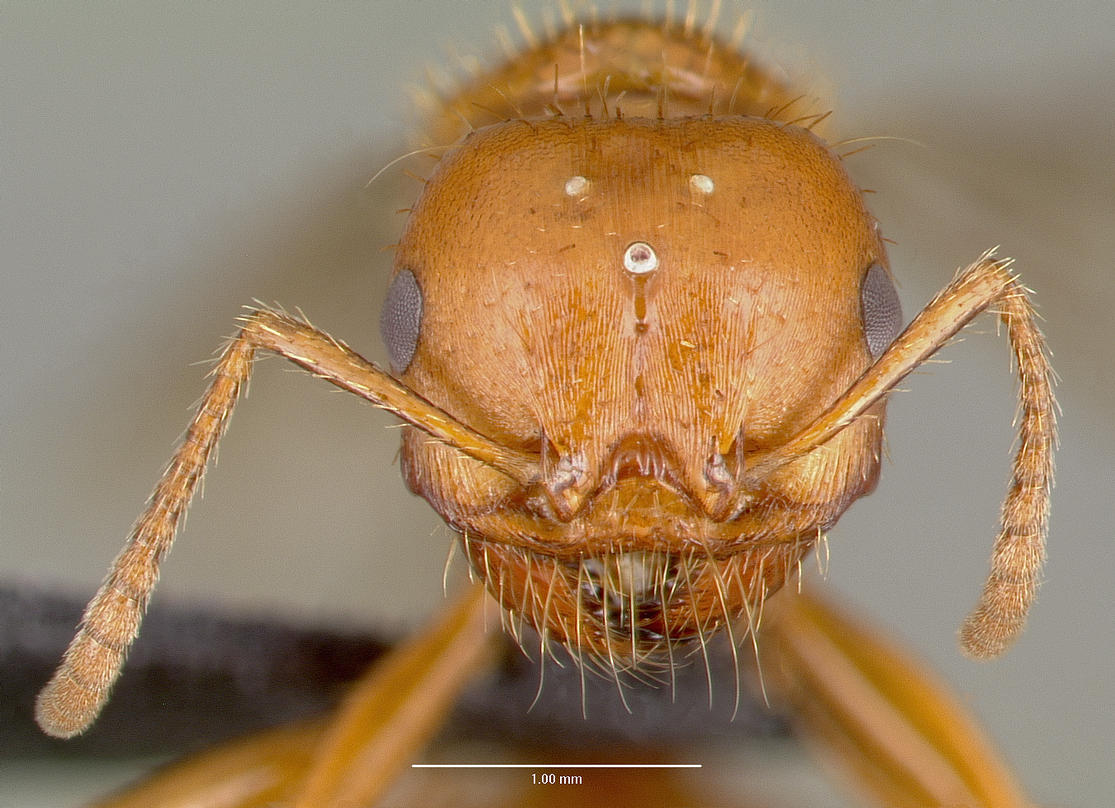
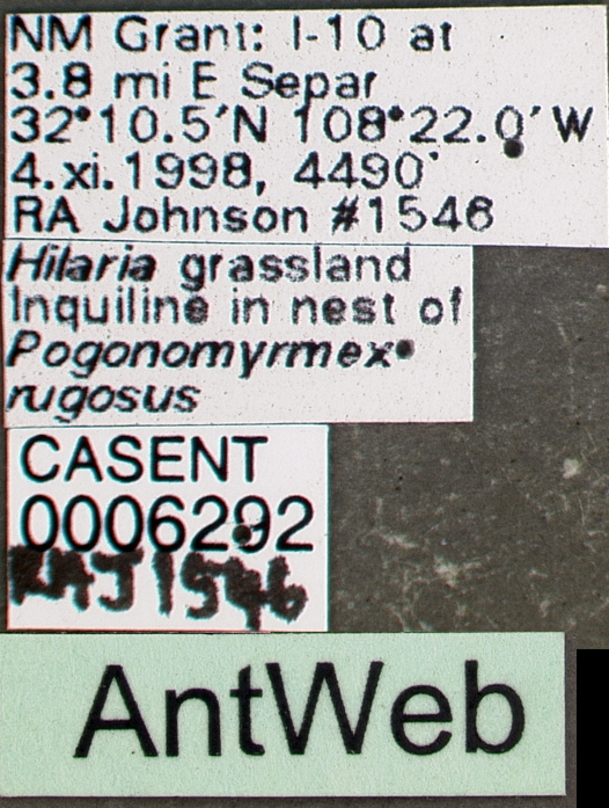